# Hofgericht Aurich
Das Hofgericht Aurich war ein Gericht in der Grafschaft Ostfriesland.

## Geschichte
Appellationen gegen Entscheidungen von Untergerichten gingen in der Grafschaft Ostfriesland an das gräfliche Kanzleigericht Aurich (bis 1561 hatte es seinen Sitz in Emden und wurde dann nach Aurich verlegt), welches auch Eingangsgericht für die Privilegierten Gerichtsstände war. Die Landstände strebten eine Vergrößerung ihres Einflusses an und konnten 1593 erreichen, dass daneben das Hofgericht Aurich eingerichtet wurde. Dieses bestand aus dem adeligen Hofrichter und acht Assessoren. Von diesen wurden vier vom Landesherren, zwei von der Ritterschaft und zwei von den Städten ernannt.
Die klagenden Parteien hatten in Zivilsachen die Wahl sich an das gräfliche Kanzleigericht oder an das ständische Hofgericht zu wenden. Als dritte Instanz konnte beim Reichskammergericht, beim Reichshofrat oder per Aktenversendung appelliert werden. In Strafrechtsfällen konnten die Stände 1611 sogar durchsetzen, dass das Hofgericht das höchste Strafgericht in der Grafschaft war.
Im Jahre 1751 fiel die Grafschaft an Preußen. Die neue Landesherrschaft löste sowohl Hofgericht als auch Kanzleigericht auf und übertrug die Rechtsprechung zweiter Instanz auf die Regierung Aurich.